# Chapelle du Saint-Cœur d'Helsinki
La chapelle du Saint-Cœur (en finnois : Pyhän sydämen kappeli) est  un édifice religieux luthérien située dans le quartier du Kallio à Helsinki en Finlande.

## Galerie

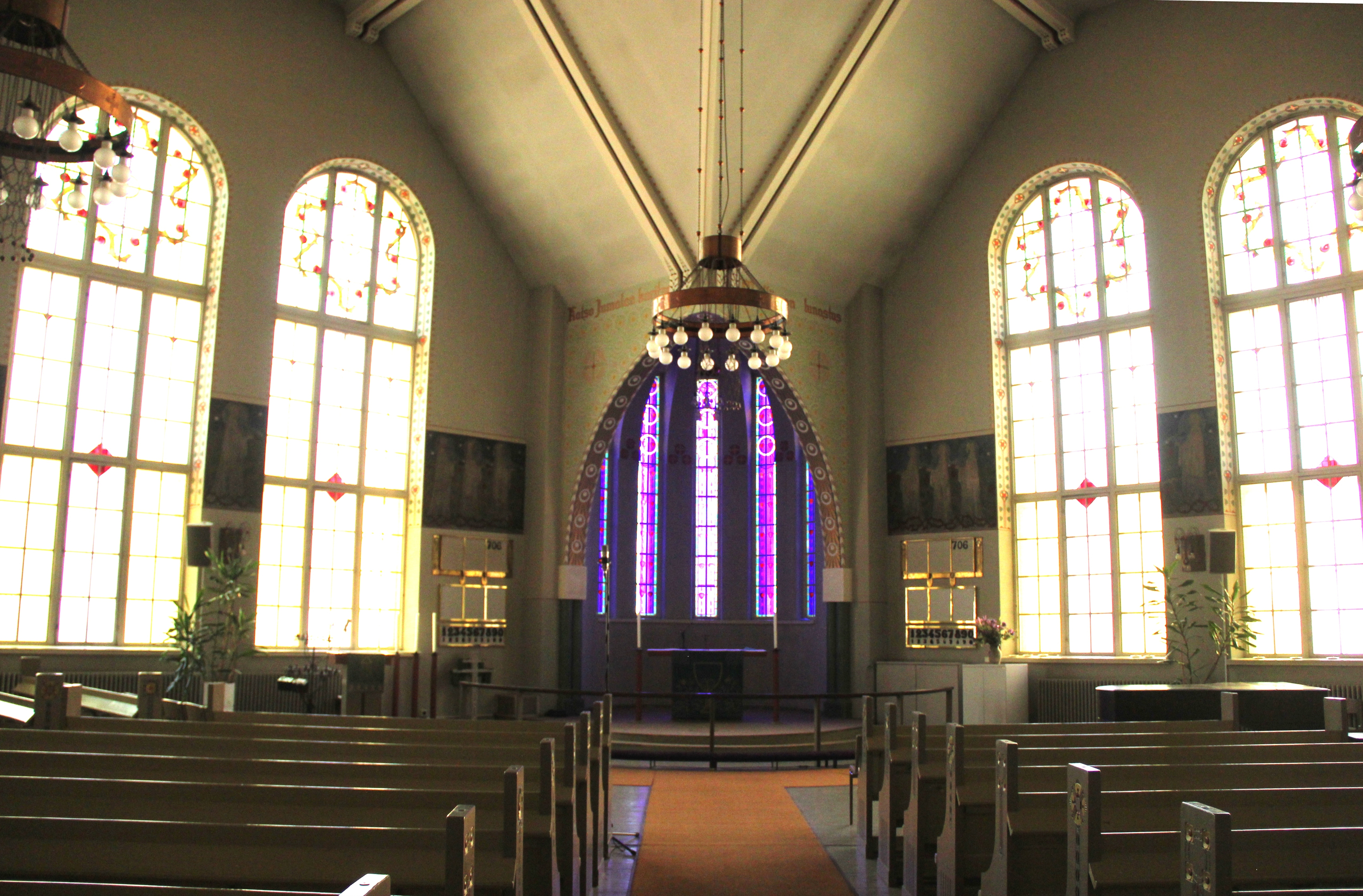
Le couloir central et l'autel.
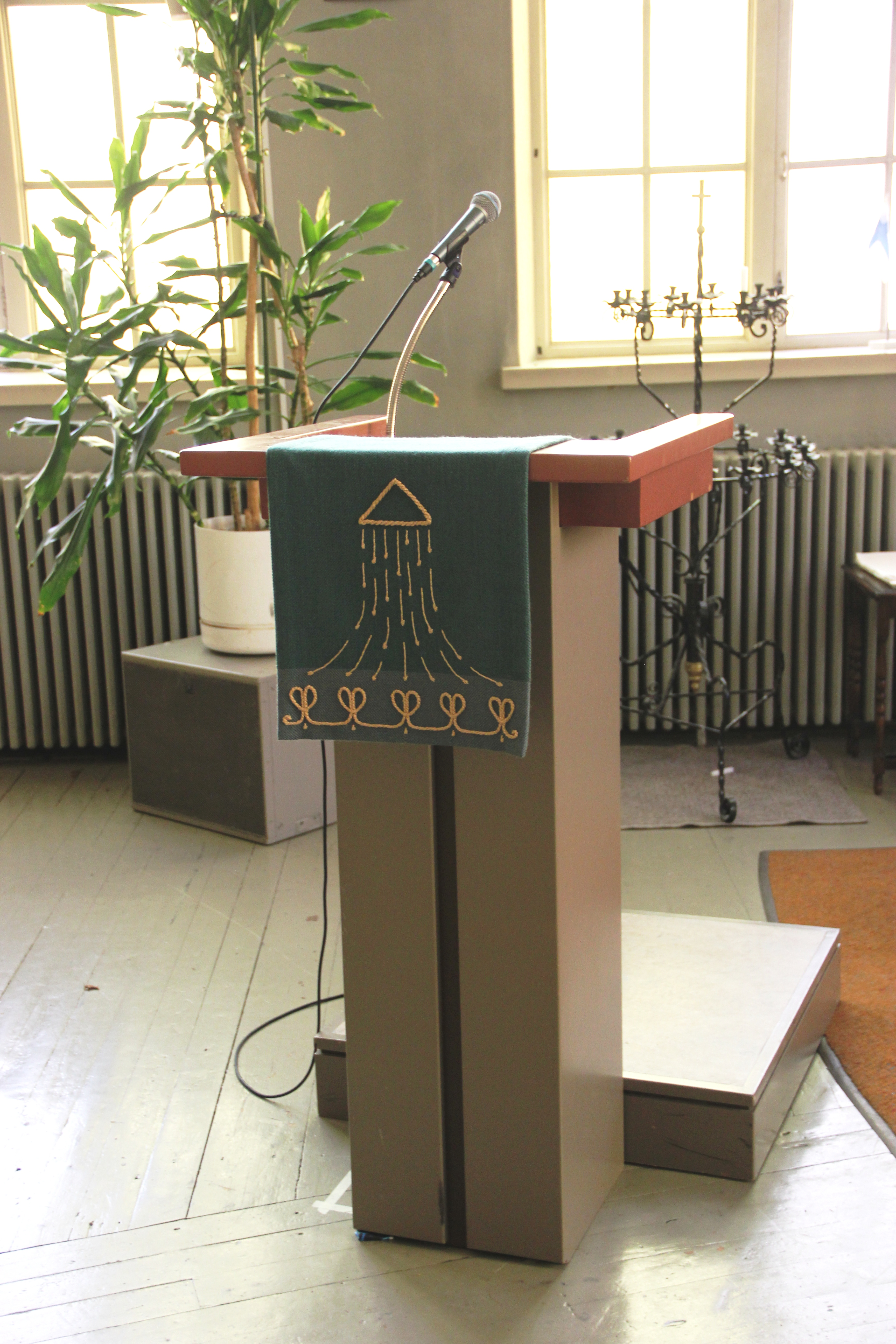
L'ambon.
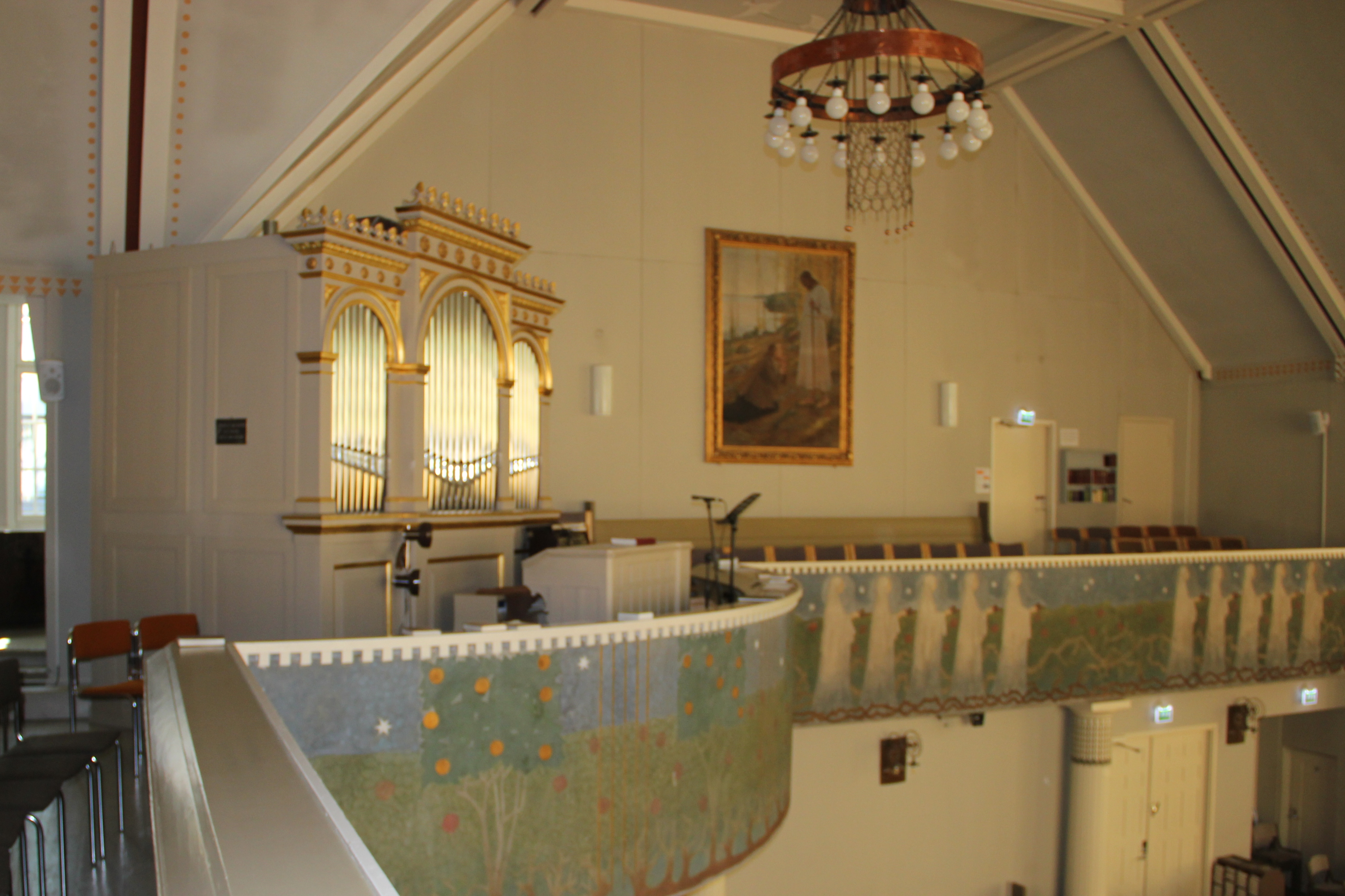
L'orgue.